# Kamerarörelser
Kamerarörelser kallas de rörelser som på något sätt förflyttar en film/videokamera under pågående inspelning med den effekten att perspektivet i den inspelade bilden på något sätt förändras.

## Exempel på vanligt förekommande kamerarörelser
Förflyttning i sidled/höjdled
- Följning (rörlig bild)
- Åkning (rörlig bild)

Rotation kring sin egen axel
- Panorering (fotografering)
- Tiltning

## Exempel på vanligt förekommande förflyttningsmetoder
- Dolly
- Kamerakran
- Steadicam